# Total electron content

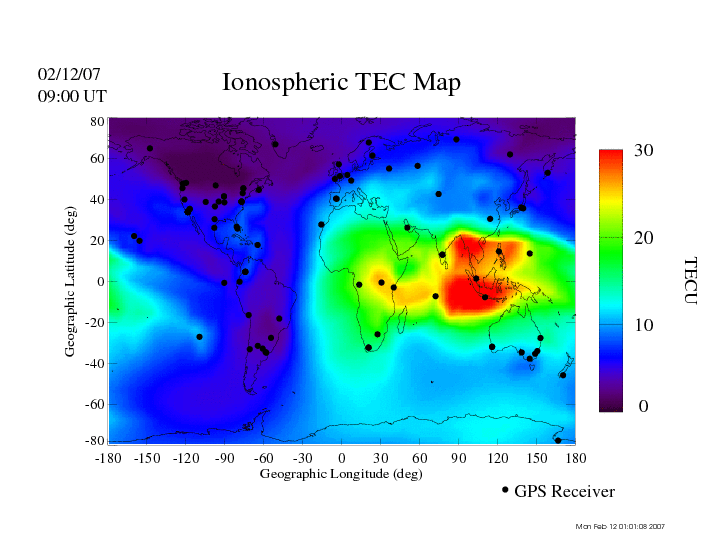
Der Elektronengehalt (TEC) der Ionosphäre am 12. Februar 2007 um 09:00 UT = 10:00 MEZ

Der Total electron content (TEC), zu deutsch etwa Gesamtelektroneninhalt, ist eine Kenngröße der Ionosphäre der Erde.

## Berechnung

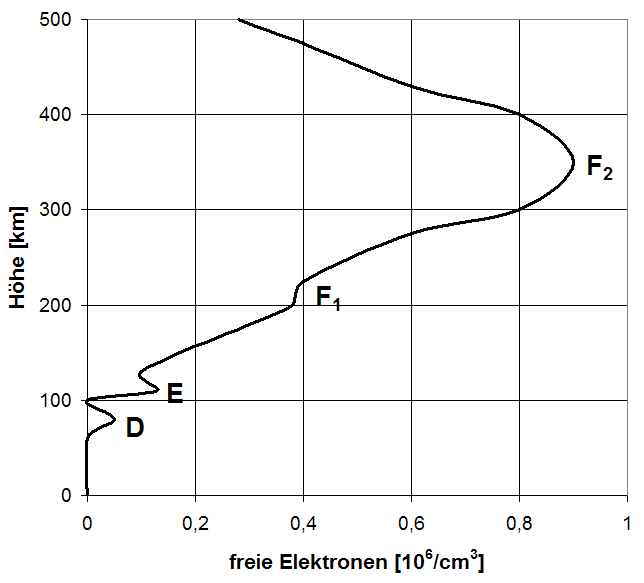
Elektronendichte in Abhängigkeit von der Höhe

Der TEC wird berechnet als:
TEC = {\displaystyle \int n_{e}(s)\,ds}
mit
- dem Weg s durch die Ionosphäre
- der wegabhängigen Elektronendichte ne(s) in der Ionosphäre (siehe zweites Bild). Im Maximum, der F-Schicht, liegt die Elektronendichte bei ungefähr 1 Million (freie) Elektronen je cm³.

Man unterscheidet
- einen vertikalen TEC (vTEC), bestimmt durch Integration über eine senkrecht zum Erdboden stehende Strecke
- einen geneigten TEC (sTEC, für engl. slant, schräg), bestimmt durch Integration über einen beliebigen geradlinigen Pfad.

## Einheit
Der TEC wird gemessen in Elektronen je Quadratmeter oder in TEC Units (TECU, oft auch nur TEC); eine TECU entspricht einer Elektronenflächendichte von 1016 Elektronen/m².
Anschaulich entspricht 1 TECU einer offenen Säule mit einer Grundfläche von 1 Meter mal 1 Meter, in der sich 1016 Elektronen befinden. Bei einer Gleichverteilung der Elektronen in dieser Säule und der Annahme einer Säulenhöhe von 1000 km (obere Grenze der Ionosphäre) beträgt die durchschnittliche Elektronendichte 10.000 Elektronen je cm³.

## Ermittlung
Der ionosphärische TEC kann beispielsweise durch die bodenseitige Beobachtung der Signalveränderung von Satelliten-Radiosignalen bestimmt werden. Oft werden hierzu die Signale der GPS-Satelliten herangezogen.
Der TEC wird stark durch die Sonnenaktivität beeinflusst: in ruhigen Zeiten schwankt der Tageswert zwischen 5 und 25 TECU, bei Sonnenstürmen kann er auch Werte größer als 200 TECU erreichen.